# Râul Noaghia
Râul Noaghia este un afluent al râului Poarta. 

## Hărți
- Harta județului Brașov